# خورخي فرانكو راموس
خورخي فرانكو راموس (بالإسبانية: Jorge Franco)‏ كاتب من كولومبيا، وُلد عام 1962 في ميدلين، اشتهر في المقام الأول بروايته روزاريو تيخراس، التي تم تبنيها للفيلم والتلفزيون. وترجمت أعماله للعربية.

## السيـرة الذاتيـة
درس خورخي فرانكو راموس نجل أولغا ستيلا راموس وهومبرتو فرانكو الفيلم في مدرسة لندن للسينما والأدب في جامعة بونتيفيكيا يافريانا في بوغوتا، لكنه لم يكمل دراسته. بدأ حياته المهنية في الكتابة عام 1991 وحصل على أول جائزة له، جائزة بيدرو غوميز فالديراما، عام 1996 عن مجموعة القصة القصيرة Maldito amor (لعنة الحب). وفازت روايته الأولى، Mala noche (ليلة سيئة)، بمسابقة Ciudad de Pereira الوطنية عام 1997.
نُشرت روايته الثانية «روزاريو تيخراس»
عام 1999 وحازت على الجائزة الوطنية للمنح الدراسية وجائزة اليمن في الحدث الأدبي المشار إليه باسم Semana Negra (الأسبوع الأسود) في مدينة خيخون الإسبانية عام 2000.
قام المخرج السينمائي المكسيكي Emilio Maillé بتبني هذه الرواية لفيلم تحت عنوان «روزاريو تيخراس»، فيلم كولومبي أصدر عام 2005. وقام تلفزيون "RCN”
بتبني تلفزيوني مؤلف من 60 حلقة ببطولة ماريا فيرناندا ييبس.
وأيضاً تم تحويل روايته الثالثة Paraíso Travel (رحلة الجنة) إلى فيلم للمخرج الكولومبي سايمون براند. تم إصداره في يناير 2008 بنتيجة موسيقية من إخراج المغني الكولومبي الشهير فونسيكا.
فاز فرانكو بالنسخة السابعة عشرة من جائزة Alfaguara الدولية عن أعماله ""El mundo de afuera"" (العالم من الخارج) في مارس 2014.
صرح Gabriel García Márquez عن الفنان «فرانكو» بأنه «واحد من الكتاب الكولومبيين الذين أتمنى تمرير الشعلة إليهم»

## الجوائـز والتكريمات
- 1996 بيدرو غوميز فالديراما، لعنة الحب
- 1997 مدينة بيريرا، ليلة سيئة
- 2000 جائزة منحة كولكورا الوطنية، روزاريو تيخراس
- 2000 جائزة داشيل هاميت للأسبوع الأسود في خيخون، روزاريو تيخراس
- 2014 جائزة Alfaguara لرواية «العالم الخارجي»[4]

## أعمـاله
- لعنة الحب (1996، قصص)
- ليلة سيئة (1997, رواية)
- روزاريو تيخراس (1999, رواية)
- رحلة الجنة (2002، رواية)
- ميلودراما (2006, رواية)
- سانتا سورت (2010، رواية)
- دون كيشوت دي لا مانشا في ميدلين (2012، رواية)
- العالم الخارجي (2014, رواية)
- طلقة السماء (2018, رواية)

## روابط خارجية
- خورخي فرانكو راموس على موقع IMDb (الإنجليزية)
- خورخي فرانكو راموس على موقع قاعدة بيانات الفيلم (الإنجليزية)

## روابط خارجيـة
- Website of Jorge Franco
- "Jorge Franco Ramos" Article by Catalina Quesada Gómez published in The Contemporary Spanish American-Novel: Bolaño and After, 2013